# 柳川大晟
柳川 大晟（やながわ たいせい、2003年8月21日 - ）は、大分県速見郡日出町出身のプロ野球選手（投手）。右投右打。北海道日本ハムファイターズ所属。

## 経歴

### プロ入り前
幼稚園のときにテレビで甲子園の試合（第91回夏・今宮健太擁する明豊対菊池雄星擁する花巻東の準々決勝第1試合）を見て、今宮のプレーに感銘を受けて野球に触れる。
日出町立川崎小学校2年生のときに川崎ジャイアンツで野球を始め、日出町立日出中学校時代は日出ボーイズに所属し、2年時に捕手から投手へ転向した。
九州国際大学付属高校へ進学し、1年秋からベンチ入り。2年夏は新型コロナウイルスの影響で甲子園が中止となったが、県予選の代替となったがんばれ福岡2020北九州地区大会で優勝。柳川は背番号12を付け、真颯館との決勝では同期で背番号1の山本大揮の後を受け、2番手で登板して胴上げ投手となった。新チームでは山本とエースの座を争い、2年秋の福岡大会では背番号1であったが、九州大会では背番号10。3年春の九州大会では再び背番号1を付けるも、3年夏は背番号11で飯塚との福岡大会準々決勝に敗れ、8月には右肘の手術を受けた。
2021年10月11日に開催されたドラフト会議にて、北海道日本ハムファイターズから育成3位指名を受けた。背番号は123。

### 日本ハム時代
2022年は新人合同自主トレでキャッチボールを回避するなど、一進一退のリハビリ期間を経て、9月11日の二軍戦で公式戦初登板を果たした。この年はイースタン・リーグで3試合に登板し、防御率3.00を記録。オフに現状維持となる推定年俸260万円で契約を更改した。
2023年は二軍で中10日前後で登板し、その間はウエイトトレーニングで身体づくりに励んだ。この年はイースタン・リーグで13試合に登板し、1勝0敗1セーブ・防御率1.72を記録。オフに70万円増となる推定年俸330万円で契約を更改した。
2024年は先発に挑戦し、4月25日の二軍戦で公式戦初先発。イースタン・リーグでは7試合の登板で3勝1敗・防御率3.66、19回2/3を投げて25奪三振を記録すると、5月10日に支配下選手登録された。背番号は95、推定年俸は540万円。同26日の東北楽天ゴールデンイーグルス戦でプロ初登板初先発となったが、3回3安打3四球3失点で敗戦投手となり、試合後にはリリーフとして二軍調整することが決まった。7月16日にリリーフとして出場選手登録され、ホールドもセーブも記録されない場面で4試合に登板。不調だった守護神の田中正義が8月6日に登録抹消となり、新庄剛志監督から「池田君、河野君、宮西君、柳川君も面白いかな」と代役候補に名前が挙がると、翌7日の楽天戦では2-0で迎えた9回裏から登板し、1回1安打1奪三振無失点に抑えてプロ初セーブを挙げた。この試合を含めて6登板連続セーブを記録し、8月23日の福岡ソフトバンクホークス戦では連続セーブが途切れたものの、同点の9回表を無失点に抑えてプロ初ホールドを記録した。

## 選手としての特徴
ストレートの最速は159km/h。変化球はスライダー、カットボール、フォークボール、チェンジアップを持つ。

## 人物
実家が焼き肉屋ということで、勝負メシに焼き肉を挙げている。

## 詳細情報

### 年度別投手成績
| 年 度     | 球 団     | 登 板 | 先 発 | 完 投 | 完 封 | 無 四 球 | 勝 利 | 敗 戦 | セ 丨 ブ | ホ 丨 ル ド | 勝 率 | 打 者 | 投 球 回 | 被 安 打 | 被 本 塁 打 | 与 四 球 | 敬 遠 | 与 死 球 | 奪 三 振 | 暴 投 | ボ 丨 ク | 失 点 | 自 責 点 | 防 御 率 | W H I P |
| --------- | --------- | ----- | ----- | ----- | ----- | -------- | ----- | ----- | -------- | ----------- | ----- | ----- | -------- | -------- | ----------- | -------- | ----- | -------- | -------- | ----- | -------- | ----- | -------- | -------- | ------- |
| 2024      | 日本ハム  | 21    | 1     | 0     | 0     | 0        | 1     | 3     | 8        | 1           | .250  | 93    | 22.0     | 11       | 0           | 15       | 0     | 0        | 20       | 2     | 1        | 11    | 10       | 4.09     | 1.18    |
| 通算：1年 | 通算：1年 | 21    | 1     | 0     | 0     | 0        | 1     | 3     | 8        | 1           | .250  | 93    | 22.0     | 11       | 0           | 15       | 0     | 0        | 20       | 2     | 1        | 11    | 10       | 4.09     | 1.18    |

- 2024年度シーズン終了時

### 年度別守備成績
| 年 度 | 球 団    | 投手  | 投手  | 投手  | 投手  | 投手  | 投手     |
| 年 度 | 球 団    | 試 合 | 刺 殺 | 補 殺 | 失 策 | 併 殺 | 守 備 率 |
| ----- | -------- | ----- | ----- | ----- | ----- | ----- | -------- |
| 2024  | 日本ハム | 21    | 0     | 3     | 0     | 0     | 1.000    |
| 通算  | 通算     | 21    | 0     | 3     | 0     | 0     | 1.000    |

- 2024年度シーズン終了時
- 各年度の太字はリーグ最多

### 記録
初記録
- 初登板・初先発登板：2024年5月26日、対東北楽天ゴールデンイーグルス7回戦（楽天モバイルパーク宮城）、3回3失点で敗戦投手[24]
- 初奪三振：2024年7月20日、対千葉ロッテマリーンズ17回戦（ZOZOマリンスタジアム）、7回裏に角中勝也から空振り三振
- 初セーブ：2024年8月7日、対東北楽天ゴールデンイーグルス15回戦（楽天モバイルパーク宮城）、9回裏に4番手で救援登板・完了、1回無失点[30]
- 初ホールド：2024年8月23日、対福岡ソフトバンクホークス17回戦（エスコンフィールドHOKKAIDO）、9回表に6番手で救援登板、1回無失点[32]
- 初勝利：2024年9月6日、対オリックス・バファローズ21回戦（エスコンフィールドHOKKAIDO）、9回表に3番手で救援登板・完了、1回無失点[36]

### 背番号
- 123（2022年[11] - 2024年5月9日）
- 95（2024年5月10日[22] - ）